# 哲学研究 (刊物)
《哲学研究》，创刊于1955年3月，先后为季刊、月刊、双月刊。1966年6月停刊，1978年1月复刊，为月刊。是中国哲学理论刊物，中国社会科学院哲学研究所主办。真理标准大讨论时发行量一度达二百多万份。 名列中文社会科学引文索引。历任编辑部主任：林聿时、张岱、王玉恒、方军、王生平、鉴传今、谢地坤。